# Kurt Sommerlatt
Kurt Sommerlatt (* 25. Dezember 1928 in Karlsruhe; † 8. Februar 2019 ebenda) war ein deutscher Fußballspieler und -trainer. Er gewann als einziger Spieler dreimal in Folge den DFB-Pokal: zweimal mit dem Karlsruher SC (1955 und 1956) und einmal mit dem FC Bayern München (1957). Der vierfache B-Nationalspieler und siebenfache Amateurnationalspieler war 1963/64 der erste Bundesliga-Trainer des Karlsruher SC.

## Spielerkarriere

### Vereine
Der im nördlich von Karlsruhe gelegenen Blankenloch aufgewachsene Sommerlatt begann beim dort ansässigen SV Blankenloch mit dem Fußballspielen und gehörte von 1950 bis 1952 dem Karlsruher FC Phönix in der 1. Amateurliga Nordbaden, der seinerzeit zweithöchsten Spielklasse, an. In der ersten Saison in der 1. Amateurliga 1950/51 belegte er mit Phönix den 3. Rang, punktgleich mit dem Lokalrivalen Karlsruher FV. Zumeist als Außenläufer hatte Sommerlatt alle 30 Verbandsspiele bestritten und dabei 13 Tore erzielt. Das Entscheidungsspiel gegen den KFV um den 2. Platz, welches zur Teilnahme um die Spiele der deutschen Amateurmeisterschaft berechtigte, verlor er am 12. Mai 1951 vor 4.000 Zuschauern mit 1:2. Im zweiten Jahr, 1951/52, reichte es mit dem FC Phönix lediglich zum 5. Rang und der KFV stieg als Meister in die 2. Liga Süd auf. In den beiden Runden hatte Sommerlatt 58 Ligaspiele absolviert und 24 Tore erzielt, war B-Nationalspieler geworden und hatte im Juli 1952 an den Olympischen Spielen in Helsinki teilgenommen.
Durch die Fusion mit dem in der Oberliga Süd spielenden Stadtteilclub VfB Mühlburg, war er ab der Saison 1952/53 Aktiver des neu entstandenen Karlsruher Großvereines Karlsruher SC.
Am 24. August 1952 wurde der erste Spieltag der Oberliga Süd der Saison 1952/53 ausgetragen, Sommerlatt trug ebenso wie der vom FV Daxlanden gekommene Heinz Beck das neue Trikot des KSC beim 7:1-Starterfolg gegen die TSG Ulm 46. Schnell avancierte der „Athlet mit der Pferdelunge und dem strammen Schuss“ zum Denker und Lenker des KSC-Spiels. Er war Triebfeder und Angelpunkt im Angriff, dazu ein stets unermüdlicher Kämpfer und Antreiber. Am 21. Mai 1955 war er auch mit einem Tor beim 3:2-Erfolg gegen den FC Schalke 04 beim DFB-Pokalsieg beteiligt. In der Saison 1955/56 konnten sich Sommerlatt und seine Mitspieler noch steigern. Sie gewannen den Titel in der Oberliga Süd, zogen in das Finale um die deutsche Meisterschaft gegen Borussia Dortmund ein und verteidigten am 5. August mit dem 3:1-Sieg gegen den Hamburger SV den Pokalgewinn des Vorjahres. Unermüdlicher Antreiber dabei war Kurt Sommerlatt.
Nach der Saison 1956/57, die mit einem dritten Rang des Karlsruher SC abgeschlossen wurde, verabschiedete er sich von Karlsruhe und wechselte zum Ligakonkurrenten FC Bayern München. Bereits am 29. Dezember 1957 triumphierte er zum dritten Mal in Folge im DFB-Pokal. Die Münchener gewannen am 29. Dezember erstmals das Pokalfinale mit 1:0 gegen Fortuna Düsseldorf. Nach seiner zweiten Spielzeit – 1958/59 – und einem vierten Tabellenplatz beendete er seine Laufbahn in der Oberliga Süd. In der Zeit von 1952 bis 1959 bestritt er 144 Oberligaspiele für den KSC und erzielte 32 Tore; für den FC Bayern München bestritt er 56 Oberligaspiele und erzielte 25 Tore.
In einem zeitgenössischen Buch über Fußball aus dem Jahre 1958 wird im Kapitel „Galerie großer Spieler“ über ihn ausgeführt:

„Überragend im Spielaufbau, ungemein fleißig und selbstlos, aber auch viel vom Schusspech verfolgt. Dennoch wertvollste Angriffskraft der ‚Bayern‘ 1957/58.“

Er wechselte 1959 als Spielertrainer in die Schweiz zum FC La Chaux-de-Fonds und errang dort im Jahre 1961 den Schweizer Cup gegen den von Jupp Derwall trainierten FC Biel-Bienne.
Seit Sommer 2013 ist Sommerlatt einer von 13 Pokalhelden, die auf dem Olympiaplatz in Berlin verewigt worden sind, auf dem sogenannten „Walk of Fame“.

### Nationalmannschaft
Sommerlatt kam noch vor seiner Zeit als Spieler des Karlsruher SC durch Bundestrainer Sepp Herberger zu seinem Länderspieldebüt. Am 14. Oktober 1951 gewann er – als Spieler der 1. Amateurliga – mit der B-Nationalmannschaft in Basel mit 2:0 gegen die Auswahl der Schweiz.
In der Amateurnationalmannschaft gehörte er der Mannschaft an, die das allererste Länderspiel am 14. Mai 1952 in Düsseldorf mit 2:1 gegen die Auswahl Großbritanniens gewann. In den sich anschließenden sechs weiteren Begegnungen wurde er ebenfalls eingesetzt; darunter die vier des olympischen Fußballturniers 1952 in Helsinki. Innerhalb von 13 Tagen absolvierte er mit der Mannschaft das mit 3:1 gewonnene Achtelfinale gegen die Auswahl Ägyptens, das mit 4:2 n. V. gewonnene Viertelfinale gegen die Auswahl Brasiliens, das mit 1:3 verlorene Halbfinale gegen die Auswahl Jugoslawiens und das mit 0:2 verlorene Spiel um Bronze gegen die Auswahl Schwedens. Bekannte Mitspieler von Kurt Sommerlatt waren Kurt Ehrmann, Matthias Mauritz, Georg Stollenwerk, Willi Schröder und Herbert Schäfer.
In dem Buch Spiele, die ich nie vergesse von Fritz Walter (Copress-Verlag, München 1955) schrieb Sepp Herberger:

„Lieber Fritz! Sie fragen mich nach dem Spiel, das mir am unvergeßlichsten ist. Aus der Vielzahl der Einzelbilder erhebt sich – alles überstrahlend – das Fußballturnier der Olympischen Spiele in Helsinki und die Weltmeisterschaft in der Schweiz. Helsinki … das ist für mich unsere junge Olympia-Elf, die aus dem Nichts entstand, deren hervorragende Leistungen und Erfolge getragen waren von den Kräften der Kameradschaft und des Mannschaftsgeistes.“

## Trainerkarriere
Nach dem enttäuschenden 9. Platz der Saison 1961/62 entschloss man sich beim Karlsruher SC zu einem Trainerwechsel. Man setzte auf den Ex-KSC-Spieler Kurt Sommerlatt, die Zeit des Österreichers Eduard Frühwirth war abgelaufen. Im Abschlussjahr der Oberliga Süd, 1962/63, führte Sommerlatt den KSC auf den 5. Tabellenplatz. Die Nominierung für die neue Bundesliga zur Saison 1963/64 wurde damit erreicht. Dabei hatte er den Neuzugang Otto Geisert von Eintracht Nordhorn zu 15 Toren angeleitet und die zwei UEFA-Jugendauswahlspieler Rolf Kahn und Horst Wild erfolgreich in die Stammformation eingebaut. Die Saison beendeten die Karlsruher mit einer Weltreise, wovon der Trainer im damaligen Sport-MAGAZIN (z. B.: 27. Mai 1963) berichtete und auch noch in einigen Spielen (Hongkong) selbst zum Einsatz kam.
Im Startjahr der Bundesliga taten sich die Karlsruher dann aber sehr schwer mit der Umstellung der bisher gewohnten regionalen Oberligaanforderung an die deutlich gesteigerte Konzentration der Kräfte in einer Liga der 16 Besten. Nach äußerst schwachem Start mit 0:10 Punkten und 2:17 Toren konnte am Rundenende gerade noch der rettende 13. Platz, punktgleich mit Hertha BSC auf dem 14. Rang, belegt werden. Insgesamt betrachtet war das Erreichen des Klassenerhalts in der Bundesliga als Erfolg zu werten. Die Rahmenbedingungen waren in Karlsruhe noch weit entfernt von Verhältnissen, wie man sie heute mit dem Begriff Berufsfußball in Verbindung bringt.
Zur Situation des KSC in der Startphase 1963/64 ein Auszug aus dem Sport-MAGAZIN vom 9. September 1963, S. 16/17, unter Bundesliga-Telegramme:

„Der Karlsruher Trainer Sommerlatt wurde neulich gefragt, worauf er die mangelhafte Kondition seiner Schützlinge zurückführe. Seine Erklärung: Alle KSC-Spieler sind tagsüber voll beschäftigt. Zu einem scharfen Training um 17:30 Uhr haben sie nicht mehr die notwendige Kraft.“

In der zweiten Saison, 1964/65, trat keine Besserung ein. Nach der 0:2-Niederlage am 23. Januar 1965 im Heimspiel gegen Werder Bremen belegte der KSC nach dem 19. Spieltag mit 13:25 Punkten Rang 16 und zierte damit als Schlusslicht die Tabelle. Kurt Sommerlatt wurde daraufhin am 26. Januar 1965 in Karlsruhe als Trainer entlassen. Der KSC schloss diese Runde mit dem vorletzten Tabellenplatz ab, stieg aufgrund der folgenden Aufstockung auf 18 Vereine jedoch nicht ab.
Bereits Anfang Februar 1965 löste Sommerlatt auf dem Pirmasenser „Horeb“ in der seinerzeit zweitklassigen Regionalliga Südwest beim dortigen FK Alfred Preißler als Trainer ab. Er zeigte mit dem Gewinn der Meisterschaft in der Saison 1965/66 sein Können als Trainer. In der Aufstiegsrunde zur Bundesliga scheiterte er mit seiner Mannschaft nur wegen des schlechteren Torverhältnisses an Fortuna Düsseldorf. Am 1. Juni 1968 wurde er Trainer beim VfR Frankenthal.
Mit Borussia Neunkirchen errang er am Saisonende 1970/71 ebenfalls die Meisterschaft, scheiterte in der Aufstiegsrunde jedoch erneut an Fortuna Düsseldorf.
Mit dem erneuten Engagement beim FK Pirmasens in der letzten Regionalligasaison 1973/74 beendete er dann seine Trainer-Tätigkeit.

## Sonstiges
Sommerlatt, der sich nie als Profi-Trainer betätigte, sondern vielmehr die Trainer-Passion neben dem Aufbau und der Führung eines Sportfachgeschäftes in seiner Heimatgemeinde Blankenloch ausübte, praktizierte stets eine disziplinierte Einstellung zum Beruf und Sport. Die Verbundenheit zum Karlsruher SC wurde nicht nur durch die vierteljährlichen Treffen der Ehemaligen gehalten; Besuche im Stadion bei Heimspielen waren über viele Jahre die Regel, auch der KSC selbst durch Präsident Hubert H. Raase gedachte am 21. Mai 2005 mit einem Ehrenabend der Pokalhelden von 1955 und 1956.
Kurt Sommerlatt starb fünf Wochen nach seinem 90. Geburtstag an den Folgen einer nach einem häuslichen Sturz notwendig gewordenen Operation.

## Erfolge

### Spieler
- DFB-Pokal-Sieger 1955, 1956 (mit dem Karlsruher SC) und 1957 (mit dem FC Bayern München)
- Schweizer-Cup-Sieger 1961 (mit dem FC La Chaux-de-Fonds)
- Repräsentativspieler für Süddeutschland 1957

### Trainer
- Südwestmeister 1966 (mit dem FK Pirmasens) und 1971 (mit Borussia Neunkirchen)